# Звонкий губно-зубной взрывной согласный
Звонкий губно-зубной (лабиодентальный) взрывной согласный — согласный звук, артикулируемый как [b], но при его произнесении нижняя губа касается верхних зубов, как при произнесении [v]. В МФА передаётся с помощью [b̪]. Отдельный символ, лигатура db (ȸ), который часто встречается в бантуистике, не признаётся МФА.
Звонкий лабиодентальный взрывной согласный не является фонемой ни в ни в одном из известных языков, однако может встречаться в качестве аллофона. Например, в австронезийском языке сика этот звук при тщательном произношении встречается как аллофон лабиодентального флэпа.
Диалект XiNkuna языка тсонга имеет аффрикаты [p̪͡f] (Глухая губно-зубная аффриката) и [b̪͡v] (Звонкая губно-зубная аффриката) (то есть [ȹ͡f] и [ȸ͡v]), которые в отличие от губно-губной губно-зубной (билабиально-лабиодентальной) аффрикаты [p͡f] немецкого языка являются совершенно губно-зубными.